# Nadeschda Semischewa
Nadija Iwaniwna Semischewa (ukrainisch Надія Іванівна Семішева, * 15. November 1952 in Talne als Nadeschda Roshon) ist eine ehemalige sowjetische Ruderin.

## Biografie
Nadeschda Semischewa war Teil der sowjetischen Crew, die bei den Olympischen Sommerspielen 1976 in Montreal Silber in der Regatta mit dem Achter gewann. Zur Besatzung gehörten neben Semischewa auch: Ljubow Talalajewa, Nadeschda Roschtschina, Klavdija Koženkova, Olena Subko, Olha Kolkowa, Olha Husenko, Nelli Tarakanowa und Steuerfrau Olha Puhowska.